# Humberto Lugo Gil
Humberto Alejandro Lugo Gil (Hidalgo, 1933 - Cidade do México, 9 de maio de 2013) foi um advogado e político mexicano, membro do Partido Revolucionário Institucional, que ocupou os cargos de deputado federal, senador e governador de Hidalgo.
Advogado, Gil Lugo se formou na Universidade Nacional Autônoma do México, ocupou vários cargos públicos, como deputado federal nos períodos 1967-1970 e 1982-1985, senador (1976-1982 e 1988-1994)  e governador interino de Hidalgo (1998-1999). Morreu vítima de infecção pulmonar.